# Sandra Cóias
Sandra Dolores Pinto Cóias (Lisboa, 25 de agosto de 1972) é uma actriz e modelo portuguesa.

## Biografia
Depois de uma temporada em Itália, enquanto modelo, voltou a Portugal e integrou o elenco da 4.ª temporada da série Pai à Força, da RTP.
A série esteve nomeada da categoria de Melhor Série Internacional 2010; Melhor Actor Principal 2010 (Pêpê Rapazote e Sinde Filipe); Melhor Actriz Principal (Isabel Abreu e Cristina Carvalhal), no Festival de Monte Carlo 2010.
Em 2011, a série foi nomeada na categoria de Melhor Série Internacional 2011 no Festival de Cannes e na mesma categoria no Festival Russo de TV 2011.

## Vida pessoal
É adepta do veganismo, pois, como explica: “Sendo uma pessoa que sempre gostou de animais, não compreendia como o ser humano era capaz de criar, e abater os animais da forma brutal como o continua a fazer; ao ter noção de que era possível viver sem os incluir na minha alimentação, foi uma decisão quase imediata.” É apoiante do partido Pessoas–Animais–Natureza (PAN), tendo integrado a lista do partido candidata às eleições legislativas portuguesas de 2022, no último lugar dos efetivos da lista pelo círculo eleitoral de Lisboa.

## Filmografia

### Televisão
- Elenco principal, Carolina em Pai à Força II - RTP 2011
- Elenco adicional, Margarida em Meu Amor - TVI 2010
- Participação especial, Perfeito Coração - SIC 2009
- Participação especial, Um Lugar Para Viver, RTP 2009
- Protagonista, Casos da Vida (2008) - Roleta Russa, TVI 2008
- Participação especial, Liberdade 21 - RTP 2008
- Elenco principal, Casos da Vida (2008) - Chamada por Engano, TVI 2008
- Elenco adicional, Deixa-me Amar, TVI 2008
- Elenco principal, Profª Conceição em Detective Maravilhas, TVI 2007
- Elenco principal, Susana Vieira em Tu e Eu, TVI 2006/2007
- Elenco principal, Amélia Tavares em Morangos com Açúcar, TVI 2006
- Elenco adicional, Ana e os Sete, TVI 2004
- Elenco adicional, São em O Último Beijo, TVI 2002
- Elenco principal, Vanda em Um Estranho em Casa, RTP 2001
- Elenco principal, Teresa Távora em O Processo dos Távoras, RTP 2001
- Elenco adicional, Gracinha em Super Pai, TVI 2001
- Participação especial, Diana em O Bairro da Fonte, SIC 2000
- Elenco adicional, Francisca em Alves dos Reis, RTP 2000
- Elenco adicional, Todo o Tempo do Mundo, TVI 2000
- Participação especial, Ana em Jornalistas, SIC 1999
- Participação especial, Médico de Família (série), SIC 1999
- Elenco principal, Anabela em Uma Casa em Fanicos, RTP 1998
- Participação especial, em Os Lobos, RTP 1998
- Elenco principal, Kim em Terra Mãe, RTP 1997-1998
- Elenco principal, Liu em A Grande Aposta, RTP 1997

### Cinema
- Eclipse em Portugal, 2014